# Bohdan Grzymała-Siedlecki
Bohdan Grzymała-Siedlecki (ur. 15 września 1919 w Kijowie, zm. 3 grudnia 1998 w Warszawie) – polski przewodnik turystyczny związany z Warszawą, publicysta, autor książek o Warszawie.

## Życiorys
Urodził się w rodzinie lwowskiego architekta Ludwika Grzymały-Siedleckiego i Zofii z Danielewiczów, nauczycielki gry na pianinie. Po ukończeniu gimnazjum Bohdan Grzymała-Siedlecki rozpoczął studia na Politechnice Lwowskiej, ale naukę przerwał wybuch II wojny światowej. Wraz z rodziną przeniósł się do Warszawy, gdzie podejmował się różnych zajęć. Pracował przy budowie obiektów magazynowych, a następnie jako technik i pracownik administracyjny. 8 stycznia 1942 poślubił córkę konsula polskiego w Chinach Irenę Hardie-Douglas. Do wybuchu powstania warszawskiego pracował w firmie budowlanej, a następnie w stopniu porucznika brał udział w walkach. Był dowódcą XI Komisariatu Obrony Przeciwlotniczej i Przeciwpożarowej. 8 października 1944 został uwięziony i przewieziony do obozu w Łambinowicach, a następnie przeniesiony do Murnau, gdzie ciężko zachorował. Po wyzwoleniu obozu jego stan zdrowia uległ poprawie i Bohdan Grzymała-Siedlecki przedostał się do dywizji dowodzonej przez gen. Stanisława Maczka. Poszukując siostry udał się do Włoch, a następnie do Wielkiej Brytanii. W 1947 powrócił do kraju i do 1955 mieszkał w Łodzi, gdzie po trzech latach częstej zmiany miejsc pracy został zatrudniony w tamtejszym Teatrze Powszechnym. Od 1954 rozpoczął pracę w Teatrze Polskim w Warszawie, do pracy przez rok dojeżdżał z Łodzi. Pod koniec 1957 otrzymał funkcję skarbnika w Zarządzie Głównym Związku Zawodowego Pracowników Instytucji Artystycznych, wkrótce otrzymał stanowisko sekretarza w Krajowym Zarządzie Sektora Techniczno-Administracyjnego. Równolegle przewodniczył Klubowi Polskich Techników Teatralnych, w którego powstaniu uczestniczył. W lipcu 1959 został przewodniczącym Zarządu Głównego Związku Zawodowego Pracowników Instytucji Artystycznych. Dwa lata później otrzymał członkostwo w Radzie Kultury i Sztuki. W 1961 współtworzył, a następnie przez krótki czas był prezesem w przedsiębiorstwie jubilerskim ORNO. Od drugiej połowy 1961 do końca 1981 pełnił funkcję starego radcy w Biurze Znaku Jakości. Od 1994 do śmierci był radnym Miasta Stołecznego Warszawy. Miał czwórkę dzieci: Bohdana, Wojciecha, Annę i Małgorzatę.

## Działalność społeczna
Po przejściu na emeryturę zaangażował się w działalność na rzecz miasta Warszawy, był aktywnym członkiem Towarzystwa Przyjaciół Warszawy, Towarzystwa Wiedzy Powszechnej i Towarzystwa Przyjaciół Łazienek Królewskich. Wiele czasu poświęcał swojemu hobby jakim było oprowadzanie wycieczek. Jako varsavianista pisał o mieście, prowadził odczyty i inicjował organizację uroczystości związanych z historią miasta. Wiele czasu poświęcił niepełnosprawnym, zarówno dorosłym jak i dzieciom, oprowadzał ich po Warszawie i dla nich stworzył amatorski teatrzyk kukiełkowy „Łazienki”.
Był przewodnikiem Polskiego Towarzystwa Turystyczno-Krajoznawczego.

## Twórczość
Bohdan Grzymała-Siedlecki prowadził wiele audycji radiowych dotyczących Warszawy, w tym cykliczne „Stare ulice Warszawy” oraz przeznaczone dla dzieci „Warszawski dziadek”.
Do dorobku pisarskiego należy zaliczyć cykl przewodników po Warszawie ukazujących się pod wspólnym tytułem „Przechadzki z wnukiem”. Ukazało się pięć tomików, dwa pozostały w formie rękopisu. Swoje wspomnienia z czasów Powstania warszawskiego zawarł w książce „Powstańczym szklakiem walczącego Żoliborza”. Część gawęd i pogadanek ukazało się w publikacji „Kompas i serce”. Ponadto Bohdan Grzymała-Siedlecki był współautorem książki biograficznej o Krystynie Krahelskiej, która nosi tytuł „Obudźmy jej zamilkły śpiew”. Wiele felietonów ukazywało się w ówczesnej prasie codziennej, do twórczości dla najmłodszych czytelników należały „Opowiadania Starego Samochodu” publikowane w „Płomyczku”.

## Odznaczenia
- Złoty Krzyż Zasługi,
- Krzyż Oficerski Orderu Odrodzenia Polski,
- Zasłużony Działacz Kultury,
- Złota Odznaka za Zasługi dla Warszawy,
- Srebrna Honorowa Odznaka PTTK,
- Złota Odznaka Polskiego Związku Niewidomych,
- Odznaka Zasłużonego Honorowego Dawcy Krwi
- Order Uśmiechu przyznany przez niepełnosprawne i niewidome dzieci.